# Gotthárd-alagút

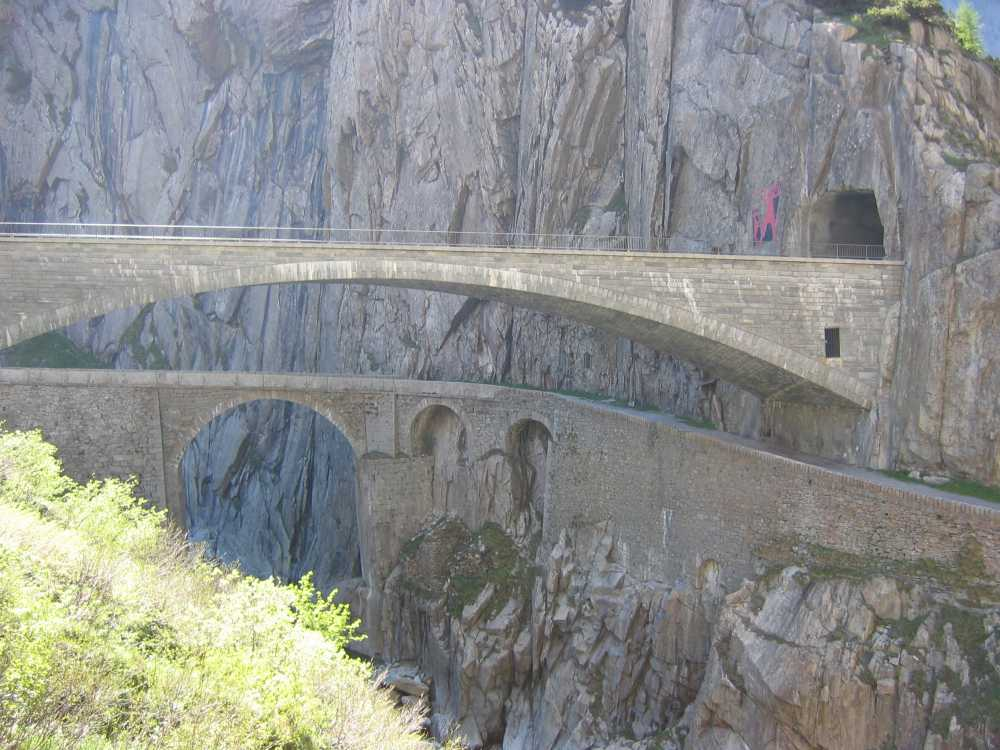
A Gotthárd-hágón átvezető régi országút

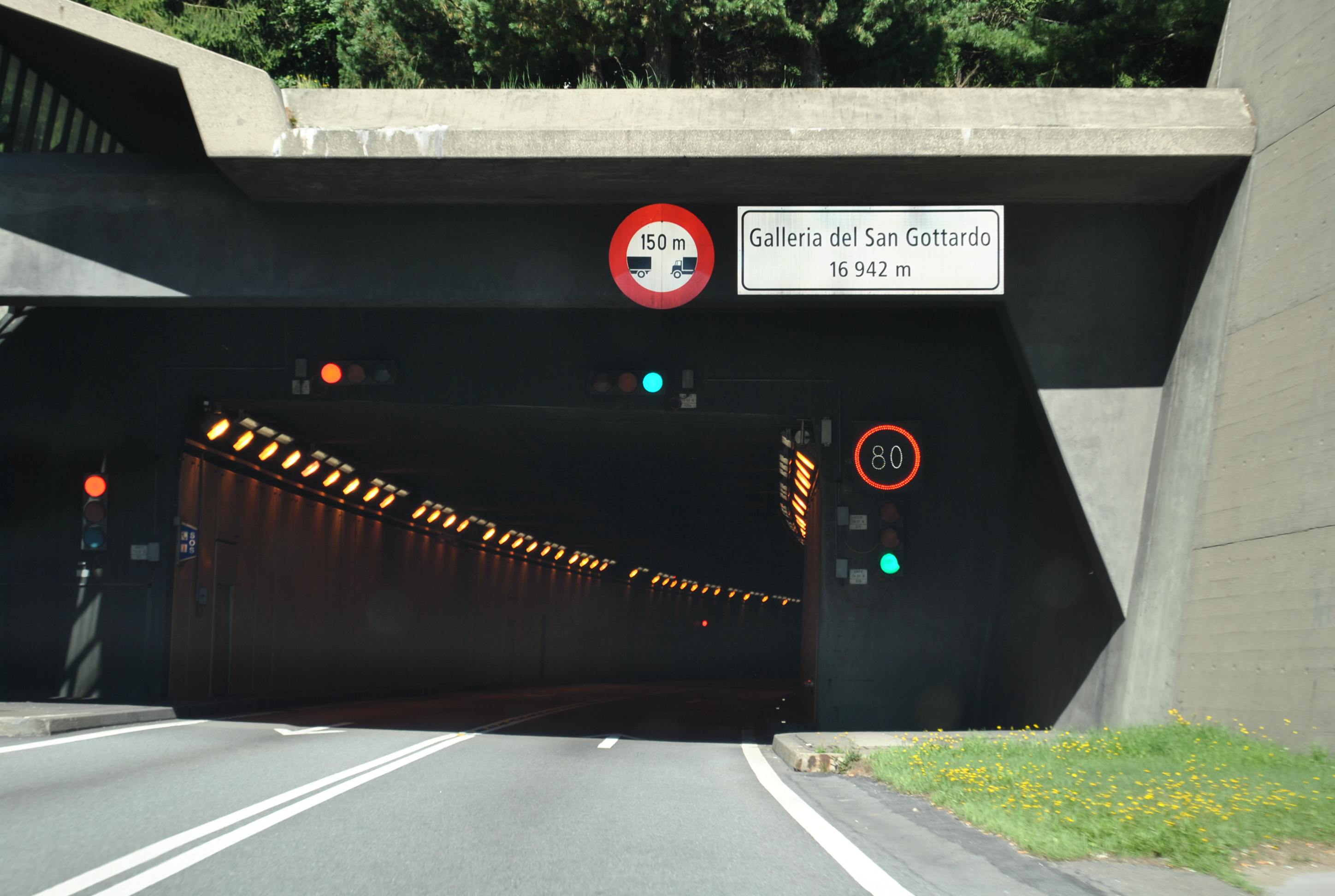
Az alagút déli bejárata

A Gotthárd-alagút (németül Gotthard-Straßentunnel, olaszul Galleria del San Gottardo) közúti alagút Svájcban. Az Alpokon átkelő Zürich–Milánó útvonal részét alkotja, mely Európa egyik legforgalmasabb közlekedési útvonala. A világon a második leghosszabb közúti alagút, hossza közel 17 km, Göschenent és Airolót köti össze. Az A2-es félautópálya halad át rajta.
Sokáig a 2091 m magas Gotthárd-hágó biztosította az összeköttetést Uri és Ticino kantonok, a Reuss és a Ticino völgye között. A hágó azonban a téli időjárás miatt csak júniustól októberig járható, ezért szükségessé vált az alagút építése. A vasúti alagutat 1872-1881 között építették meg, ezt egy évszázaddal később ez a közúti (autópálya-) alagút követte. 2016-ban fejeződött be a korszerű vasúti közlekedésnek megfelelő második vasúti alagút (vagy bázisalagút).
Építését 1970-ben kezdték el, s 1980. szeptember 5-én adták át a forgalomnak. Az alagút hossza 16,92 km lett, az építkezés költsége 450 millió euróra rúgott, fajlagosan kb. 26 000 euróba került egy méter megépítése. A munkálatokban 700 fő vett részt, akik közül 17-en itt lelték halálukat. Ez az építmény, melyet csodás alpesi tájak, kanyargós szerpentinek szegélyeznek, tette lehetővé a közúti kapcsolatot Nyugat-Európa északi és déli része között. Az áttörést, amely az alagútépítők fontos dátuma, 6 évvel az építkezés megkezdése után, 1976. szeptember 16-án érték el.
2001. október 24-én alagúttűz miatt 11-en vesztették életüket. A balesetek megelőzése érdekében 80 km/h-s sebességkorlátozást és 150 m-es követési távolságot írtak elő. Igen jelentős a teherautóforgalom (napi mintegy 3500 kamion halad át az alagúton).

## Lásd még
- Lötschberg-bázisalagút
- A leghosszabb alagutak listája
- Gotthárd-bázisalagút
- Gotthárd vasúti alagút